# Blues on the Run
Blues on the Run — дебютний студійний альбом блюзового музиканта Мелвіна Тейлора, випущений лейблом Evidence Records у квітні 1982 року. 
Записаний 8 квітня 1982 року. 1993 року альбом був перевиданий на CD.

## Історія
Мелвін почав грати на гітарі в 6 років, а в 15 у нього вже була своя група — The Transistors. У 1981 році надійшло запрошення взяти участь у європейському турне музикантів Мадді Вотерса — Legendary Blues Band. На наступний рік 23-річний Мелвін записав свій перший сольний альбом.
Дебютний альбом гітариста з Чикаго був записаний всього за 1 день (8 квітня 1982 року) і майже без накладень та виправлень.

## Список композицій
1. «Travelin' Man» (Альберт Кінг) — 6:23
2. «Low Down Dirty Shame» (Шеппард) — 7:30
3. «Escape» (Мелвін Тейлор) — 6:55
4. «Cold, Cold Feet» (Ті-Боун Вокер) — 4:41
5. «Just Like a Woman» (Клод Деметріус, Флісі Мур) — 8:02
6. «Chitlins con Carne» (Кенні Беррелл) — 10:04

## Учасники запису
- Мелвін Тейлор — гітара і вокал
- Джонні Доллар — ритм-гітара
- Віллі Лав — бас
- Джонні «Біг Мус» Вокер — фортепіано
- Кейсі Джонс — ударні

Технічний персонал
- Дідьє Трікар — продюсер